# Tombe du Capitaine

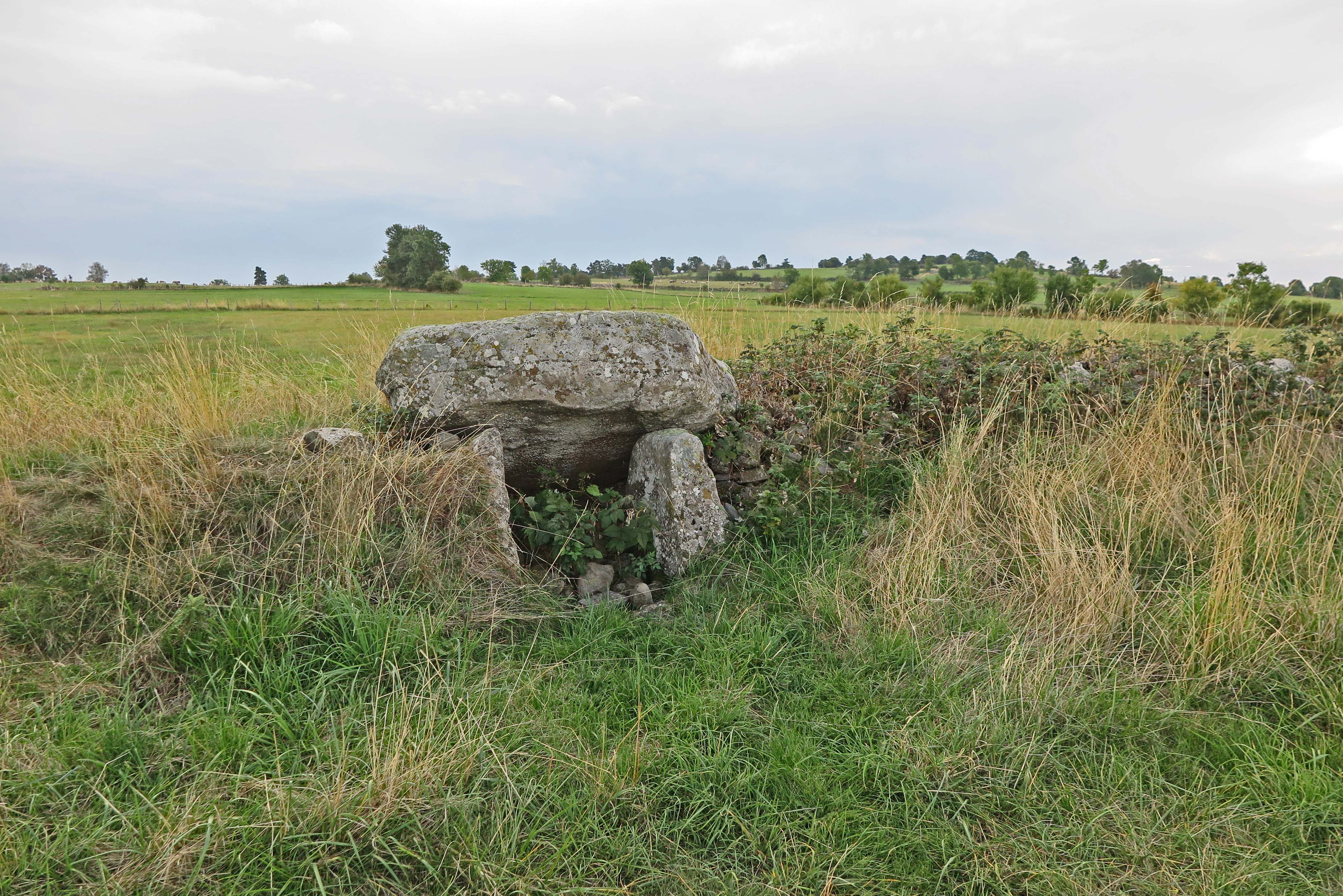
Tombe du Capitaine

Das Tombe du Capitaine (deutsch „Kapitänsgrab“; auch Dolmen la Tombe du Capitaine genannt) ist ein kleiner Dolmen. Er liegt nordwestlich von Villedieu, bei Stain-Flour im Département Cantal in Frankreich. Dolmen ist in Frankreich der Oberbegriff für Megalithanlagen aller Art (siehe: Französische Nomenklatur).
Auf einem Feld westlich des Weilers Bouzentes, einige Kilometer südwestlich von St. Flour und der Straße D 116, befindet sich dieser einfache Dolmen (französisch Dolmen simple). 
Der einzige Deckstein, mit Schälchen (französisch cupules) und gravierten Linien, liegt in der Mitte des Feldes, auf zwei seitlichen Tragsteinen in einem Haufen loser Steine, die wahrscheinlich die Reste seines Cairns sind. Der Dolmen besteht aus großen Basaltblöcken, die aus über einem Kilometer Entfernung hierher gebracht wurden. 
Bei Ausgrabungen im 19. Jahrhundert wurde neben den üblichen Tonscherben, Feuersteinen und Knochen eine geschliffene Axt gefunden. 